# NGC 358
NGC 358 est un astérisme situé dans la constellation de Cassiopée. Il a été découvert par l'astronome prussien Heinrich d'Arrest le 4 février 1865 qui l'a décrit comme un groupe de quatre étoiles disposées en trapèze.